# Mala Ivanivka, Hrîstînivka
Mala Ivanivka (în ucraineană Мала Іванівка) este un sat în comuna Verbuvata din raionul Hrîstînivka, regiunea Cerkasî, Ucraina.

## Demografie
Componența lingvistică a localității Mala Ivanivka
     Ucraineană (96,67%)
Conform recensământului din 2001, majoritatea populației localității Mala Ivanivka era vorbitoare de ucraineană (96,67%), existând în minoritate și vorbitori de alte limbi.